# Lynda Bird Johnson Robb
Lynda Bird Johnson Robb (Washington, 19 de março de 1944) é a mais velha das duas filhas do 36º presidente dos Estados Unidos Lyndon B. Johnson e sua primeira- dama Bird Johnson. Ela atuou como presidente do Board of Reading is Fundamental, a maior organização de alfabetização infantil do país, e também como presidente do Comitê Consultivo do Presidente para Mulheres. Ela é editora de uma revista e atuou como primeira-dama da Virgínia de 1982 a 1986 e como segunda-dama da Virgínia de 1978 a 1982. Ela é a filha mais velha viva de um presidente dos EUA, após a morte de John Eisenhower em 21 de dezembro de 2013. 

## Biografia
Quando Lynda Bird Johnson nasceu, sua mãe, Lady Bird, havia sofrido três abortos espontâneos, e seu médico falou com pessimismo sobre suas chances de ter mais filhos, então seu pai sugeriu que ela recebesse o nome de seus pais. Daí o nome "Lynda Bird".
Johnson estava noiva de Bernard Rosenbach antes de ela conhecer o ator George Hamilton, que também havia sido noivo de Susan Kohner. Em 1966, Johnson e Hamilton começaram a namorar. Por causa de um aumento na proteção do Serviço Secreto aos parentes presidenciais resultante do assassinato de John F. Kennedy, o casal Hamilton-Johnson foi um dos primeiros a serem protegidos por agentes do Serviço Secreto. 
Johnson casou - se mais tarde com o Capitão dos Fuzileiros Navais dos Estados Unidos, Charles S. Robb, filho de Frances Howard (Woolley) e James Spittal Robb, na Sala Leste da Casa Branca em 1967 em uma cerimônia celebrada pelo Reverendo Direito Gerald Nicholas McAllister. Seu marido serviu com distinção no Vietnã. Charles Robb foi mais tarde eleito vice-governador da Virgínia (1978-1982), governador da Virgínia (1982-1986) e senador dos EUA pela Virgínia (1989-2001). 
Em 9 de maio de 1979, o presidente Jimmy Carter nomeou Lynda Bird Johnson Robb para presidir o Comitê Consultivo do Presidente para Mulheres. O comitê de 30 pessoas trabalhou para cumprir o mandato de Carter de promover a igualdade das mulheres na vida cultural, social, econômica e política dos Estados Unidos.
Robb atuou como presidente do conselho da Reading is Fundamental (1996-2001), a maior organização de alfabetização infantil do país. Ela continua servindo à organização como Presidente Emerita. Ela foi editora colaboradora da revista Ladies Home Journal (1969-1981). Ela atua no Conselho de Administração da Fundação Lyndon Baines Johnson e do Lady Bird Johnson Wildflower Center. 
Robb foi educada na National Cathedral School for Girls, formou-se na Universidade do Texas em Austin e foi membro da fraternidade Zeta Tau Alpha. Ela também frequentou brevemente o Mercy College. Ela possui um Doutorado Honorário em Letras Humanas da Washington and Lee University e da Norwich University e foi homenageada com uma infinidade de prêmios cívicos por seu serviço público. 
Ela tem três, em suas palavras, "quase perfeitas" filhas, Lucinda Desha Robb (n. 1968), Catherine Lewis Robb (n. 1970) e Jennifer Wickliffe Robb (n. 1978). 
Em 2004, Robb compareceu ao funeral estadual do presidente Ronald Reagan, em nome de sua mãe, que não pôde comparecer devido a problemas de saúde. Ela novamente representou sua mãe no funeral estadual do presidente Gerald Ford, que faleceu em 26 de dezembro de 2006. 